# Senoculifer conivulvus
Senoculifer conivulvus är en spindelart som beskrevs av Balogh 1936. Senoculifer conivulvus ingår i släktet Senoculifer och familjen snabblöparspindlar. Inga underarter finns listade i Catalogue of Life.